# 恩智浦半导体

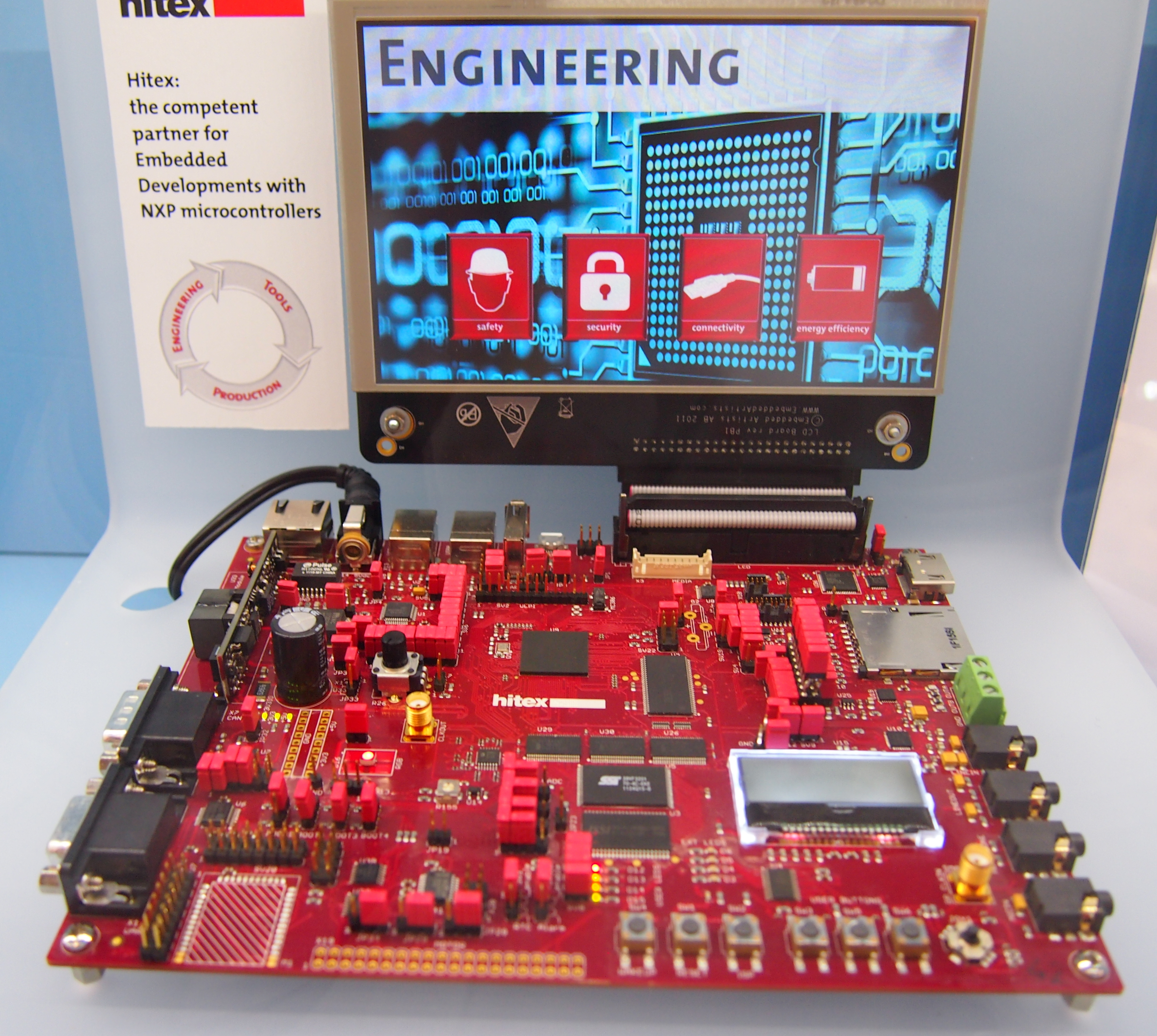
恩智浦產品

恩智浦半导体（英語：NXP Semiconductors），前身为飞利浦半导体，由荷蘭企業飞利浦在1953年创立，公司總部位於荷蘭埃因霍温。2006年8月31日，该公司首席执行官万豪敦在柏林向客户和員工宣布公司的新名称。
恩智浦半导体目前可以提供半导体、系统和软件解决方案；使用在汽车、手机、智能识别应用、电视、机上盒以及其他电子设备上。

## 历史
恩智浦半导体前身為飞利浦於半個世紀前創立的分支，專門研發半導體。在1980年代，此分支曾使飞利浦成為當年世界最大半導體生產商。
2006年，飞利浦宣佈出售旗下半導體分支予由多個荷蘭投資者組成的財團，從飞利浦分離出去。
2015年3月3日，恩智浦半導體以現金加股票收購同業飛思卡爾（Freescale），恩智浦將支付飛思卡爾股東每股6.25美元現金和0.325股的恩智浦股份。按收購價估計，飛思卡爾價值約118億美元，若計入債務，收購價將增至167億美元。合併市值超越400億美元，成為車用及工業用半導體市場龍頭。
2016年10月27日高通 （Qualcomm）計劃以每股110美元現金，斥資378.8億美元收購恩智浦半導體，這項收購交易包括債務在內，總值高達470億美元。
2018年2月21日高通 （Qualcomm）將收購恩智浦的出價從每股 110 美元上調至 127.50 美元，收購交易的總金額將從之前的約378.8億美元提高至約440億美元。
2018年7月25日，高通宣布放弃收购恩智浦，并向恩智浦支付20亿美元的分手费。由於中国商务部发布《关于经营者集中申报的指导意见》表示，经营者集中只要在全球年营业额合计超过100亿人民币，并且至少两家经营者上一年度在中国境内营业额超过4亿人民币，那么就应该向中国商务部申报，以进行反垄断审查。但高通向中国申报过程中恰逢中美贸易争端，收购迟迟未能获得中国的批准，高通不得不放棄收購。
2019年5月29日恩智浦半導體斥資17.6億美元現金收購美滿電子科技的無線連接組合，包括美滿電子科技的WiFi連接業務部門、藍牙技術組合和相關資產。

## 市场领域
与飞利浦分离后，恩智浦主要致力于以下市场：
- 智慧识别
- 汽车电子
- 家庭娱乐
- 多重市场半导体
- 恩智浦软件